# Maguing
Maguing est une localité de la province de Lanao du Sud, aux Philippines. En 2015, elle compte 24 531 habitants.